# Matty Pattison
Mateus "Matty" Pattison (Joanesburgo, 27 de outubro de 1986) é um futebolista sul-africano, que atualmente joga para o Mamelodi Sundowns.
Pattison começou a jogar futebol em uma idade precoce. Ele e sua família então mudaram-se para a Inglaterra em 1997, quando tinha onze anos de idade. Ele entrou no juvenil do Newcastle United com a idade de quatorze anos.
Sua primeira participação no futebol sênior foi em um amistoso contra o Celtic em agosto de 2004. Infelizmente, Pattison ficou na equipe reserva durante toda a temporada 2004-2005, com lesão nos ligamentos dos dois joelhos que o ameaçaram de encerrar sua carreira antes mesmo de tê-la iniciado.
No entanto, ele mostrou sua capacidade de recuperação e fez sua estreia na equipe principal em 25 de fevereiro de 2006, em um jogo contra o Everton, ao entrar como substituto. Pattison fez a sua primeira partida como titular mais tarde nessa mesma temporada contra o West Bromwich Albion, antes de ser substituído após os 80 minutos. Pattison mais tarde foi chamado de "o homem do jogo" pela impressionante contribuição que fez na vitória de 3-0.
Pattison esteve emprestado ao Norwich City por um curto período, no final de 2007, acompanhando o ex-técnico Glenn Roeder. Após fazer 10 apresentações e impressionado, foi assinado um contrato, em 4 de janeiro de 2008, com duração para três anos e meio. Em um incidente bizarro, foi noticiado em 19 de março, que Pattison havia sido detido pela polícia depois de ser apanhado não somente dirigindo bêbado, mas trajando apenas cueca. No entanto, foi revelado durante o seu processo judicial, que ele estava completamente vestido no momento da sua detenção.